# Zet Brabant
Zet Brabant is een provinciaal centrum voor maatschappelijke ontwikkeling in de provincie Noord-Brabant.
Per 1 januari 2007 zijn Prisma Brabant, het Brabants Ondersteuningsinstituut Zorg (BOZ) en het Brabants Centrum voor Gehandicaptenbeleid (POG) gefuseerd tot de stichting Zet Brabant (zicht op maatschappelijke ontwikkeling).
Zet Brabant is werkzaam in de sectoren wonen, zorg en welzijn. De stichting richt zich daarbij op actuele thema's in het sociale vlak onder andere "de brede school", leefbaarheid, maatschappelijk verantwoord ondernemen en de Wet maatschappelijke ondersteuning (WMO). In opdracht van de provincie Noord-Brabant houdt de stichting zich bezig met de ontwikkeling van vrijwilligersbeleid, verbetering van de sociale infrastructuur en de sociale veiligheid en leefbaarheid in brabantse dorpen, steden en op het platteland.
De stichting Zet Brabant is aangesloten bij CMOnet, het landelijk netwerk van provinciale centra voor maatschappelijk ontwikkeling.